# Ameletus minimus
Ameletus minimus är en dagsländeart som beskrevs av Zloty och Harper 1999. Ameletus minimus ingår i släktet Ameletus och familjen Ameletidae. Inga underarter finns listade i Catalogue of Life.